# حصار بيروت
حصار بيروت حدث في صيف 1982، كنتيجة لانهيار وقف إطلاق النارِ الذي أقرته الأمم المتحدة. انتهى الحصار بخروج منظمة التحرير الفلسطينية بالقوة من لبنان، وإنشاء اسرائيل ل«منطقة أمن» عبارة عن قطاع من الأرض عرضه عشرة أميال على طول الحدود الإسرائيلية اللبنانية، وقد انسحبت إسرائيل من المنطقة لاحقاً في عام 2000 فيما عرف بالإنسحاب الإسرائيلي من جنوب لبنان.

## الخلفية التاريخية
نقلت منظمة التحرير الفلسطينية قاعدة عملياتها الأولى إلى بيروت في أواخر الستينات بعد الاشتباكات التي حدثت في الأردن وأدت إلى انسحابها من هناك بعد أحداث "أيلول الأسود".
كان وجود القوات الفلسطينية أحد الأسباب الرئيسية التي أدّت إلى إندلاع الحرب الأهليه البنانيه في 1975-1976 انتهى باحتلال لبنان من قِبَل قوّات حفظ السلام من عِدّة دول عربية، منها سوريا.
على مدى السنوات القليلة التالية، اكتسب السوريون ومنظمة التحرير الفلسطينية في لبنان قوة تفوق قدرة الحكومة اللبنانية الرسمية على تقليل أعمالهم أَو السيطَرة عليها. وطوال هذا الوقت كانت هجمات المدفعية والهجمات الصاروخية تُطلق ضدّ إسرائيل.
في عام 1978، وثانية في عام 1981 وأوائل عام 1982، تبنّت الأمم المتحدة وقف إطلاق نار، وسُحِبَت القوات الإسرائيلية المرسلَة إلى لبنان لتقليل هذه الهجمات.
في عام 1982 قامت إسرائيل بغزو لبنان ثانية بعد محاولة اغتيال سفيرها شلومو أرجوف في لندن، على الرغم علمها بأن مَن قام بالهجوم كان منظمة أبو نضال، التي كانت في حالة حرب مع منظمة التحرير الفلسطينية التي يتزعمها ياسر عرفات. أرييل شارون مهندس هذه الحرب (الذي أصبح وزير دفاع)، قدمها إلى الحكومة الإسرائيلية كهجوم محدود في جنوب لبنان لكنه أخذ قوَّاته إلى بيروت.
سُمّى الاحتلال رمزيّاً (كودياً) «عملية الصنوبر» أَو«السلام للجليل»، وكان الهدف هو إضعاف أو طَرد منظمة التحرير الفلسطينية وفرض بشير جميل، رئيس حزب الكتائب المسيحي، كرئيس للبنان كي تجعل إسرائيل لبنان توقع معاهدة سلام معها وتجلب البلاد إلى دائرة نفوذ إسرائيل.
فَشلت هذه الخطة عندما اغتيل جميل بعد فترة قصيرة من انتخابه رئيساً بالبرلمانِ اللبنانيِ تحت الضغط الإسرائيليِ. وغَزَت القوات الإسرائيلية لبنان في هجوم مُكوٌَن من ثلاثة شعب. تَحرّكت مجموعة واحدة على طول الطريق الساحليِ إلى بيروت، وهدفت الأخرى إلى قطع طريق بيروت دمشق الرئيسي، وتَحرّكَت الثالثة على طول حدود لبنان مع سوريا، من أجل حَجب التعزيزات أو التدخل السوريِ.
بعد الحادي عشرِ من يونيو/حزيران، اكتسبت إسرائيل تفوقاً جوياً بعد إسقاط عدد مِن الطائرات السورية؛ فدَعت سوريا إلى وقف إطلاق نار، وهَربت أغلبية فدائيي منظمة التحرير الفلسطينية من صور، صيدا، ومناطق أخرى إلى بيروت.

## الحصار
تَمنّت إسرائيل إكمال الحصارِ بِأسرع ما يمكن؛ وكان هدفهم من غَزو لبنان هو نصر سريع وحاسم. بالإضافة، كانت الولايات المتحدة، من خلال ممثلهم فيليب حبيب، تدفع لمفاوضات السلامِ؛ وكلما استمر الحصار أطول، كانت قدرة عرفات على المساومة أعظم.
لسبعة أسابيعِ، هاجمت إسرائيل المدينة بحراً وجواً وأرضاً، وقْطعت إمدادات الغذاء والمياه والكهرباء، واحتلت المطار وبعض الضواحي الجنوبية، لكن بدون تحقيق أهدافها الكبرى. وكما هو الحال مع معظم الحصارات، عانى آلاف المدنيين من سكان المدينة بِجانب فدائيي منظمة التحرير الفلسطينية واتّهمت إسرائيل بشدّة بقصف المدينة عشوائياً بالإضافة إلى الإجراءات الأخرى التي اتخذتها لإضعاف منظمة التحرير الفلسطينية.
احتل الإسرائيليون عدة مواقع رئيسية في بقية لبنان، لكنهم لم يستطيعوا أَخذ المدينة قبل عقد اتفاقية سلام أخيرا ًوافقت عليها سوريا في السابعِ من أغسطس/آب ووافقت الولايات المتحدة، إسرائيل، لبنان، ومنظمة التحرير الفلسطينية في الثامن عشر من أغسطس، وفي 21 أغسطس/آب، وصل 350 جندي مظلات فرنسي إلى بيروت، وتلاهم 800 جندي بحرية أمريكيين وجنود حفظ سلام دوليين إضافيين (بقوة إجمالية 2130) للإشراف على إزالةَ منظمة التحرير الفلسطينية، أولاً بالسفن وبعد ذلك براً، إلى تونس، اليمن، الأردن، وسوريا.

## النتائج
في النهاية نجحت إسرائيل في إنهاء الهجمات الصاروخية لفترة قصيرة جداً، وإخراج منظمة التحرير الفلسطينية من لبنان، لكنها أخفقت في تحرير لبنان من السيطرة السورية، وأخفقت في إضعاف منظمة التحرير الفلسطينية عموماً. وشَهِد الحصار أيضاً تمردَ قائد اللواء 211 المدرع وطرده المترتب على ذلك، ألي جيفا، الذي رفض قيادة قواته إلى داخل المدينة قائلاً إن هذا سيؤدّي إلى «قتل مفرط للمدنيين».
إن عدد الخسائر من المدنيين مختلف عليه، ومن المحتمل أن تكون بين 10000 و12000. إن الإحصاء كالتالي: قدَّرت صحيفة النهار اللبنانية المنشورة في بيروت أن مجموع ضحايا أفراد الجيش والمدنيين في حملة لبنان (حتى الحصار وأثنائه) كان 17825 شخص. باستثناء 2000 قتيل سوري، 1400 من منظمة التحرير الفلسطينية و1000-3000 مدني قَتلوا في الحملة الجنوبيةِ، 1000 من منظمة التحرير الفلسطينية قَتلوا في الحصار، و368 من الجيش الإسرائيلي. هذا العدد يستثنى 750-3000 لاجئ فلسطيني قَتلوا في مذبحة صبرا وشاتيلا التي ارتُكِبَت عندما اقتحمت إسرائيل غرب بيروت بعد اغتيالِ بشير جميل ضاربة باتفاقية السلام التي تفاوض عليها فيليب حبيب عرض الحائط، وسمحت لقوات الكتائب بالدخول إلى المعسكرات.
بعد حصارِ بيروت، انتقل عرفات إلى اليونان، وبعد ذلك إلى تونس، مؤسساً مقر جديد هناك وواصل فدائيّو منظمة التحرير الفلسطينية العمل من اليمن، الأردن، الجزائر، العراق، والسودان، بالإضافة إلى الأراضي الواقعة تحت السيطرة الإسرائيلية.

### رد الفعل الدولي
الولايات المتحدة: أدان الحليف التقليدي الوثيق لإسرائيل الولايات المتحدة الحصار، وحذرت إسرائيل من أن الأسلحة التي تقدمها الولايات المتحدة ستستخدم فقط لأغراض دفاعية. حتى أن الحكومة الأمريكية فكرت في مرحلة ما في التهديد بفرض عقوبات على إسرائيل من أجل منع إسرائيل من شن هجوم على بيروت الغربية في أغسطس 1982. وأفادت صحيفة أوتاوا سيتيزن (في الأصل من مقابلة مع صحيفة نيويورك تايمز) أنه خلال إحدى اثنتين عبر الهاتف وفي محادثات جرت في 12 أغسطس بين الرئيس الأمريكي رونالد ريغان ورئيس الوزراء الإسرائيلي مناحيم بيغن، وصف ريغان بغضب قصف بيروت الغربية بأنه "محرقة".